# Urraca la Asturiana
Urraca Alfonso «la Asturiana» (Soto, Aller, Asturias, 1133-Palencia, c. 1179), hija ilegítima del rey Alfonso VII de León, fue reina consorte de Pamplona por su matrimonio con el rey García Ramírez. Después de enviudar, volvió a su tierra donde gobernó hasta 1165 y con su segundo esposo, el magnate Álvaro Rodríguez de Castro, se sublevó contra su medio hermano el rey Fernando II y protagonizó un intento de independencia de Asturias.

## Relaciones familiares

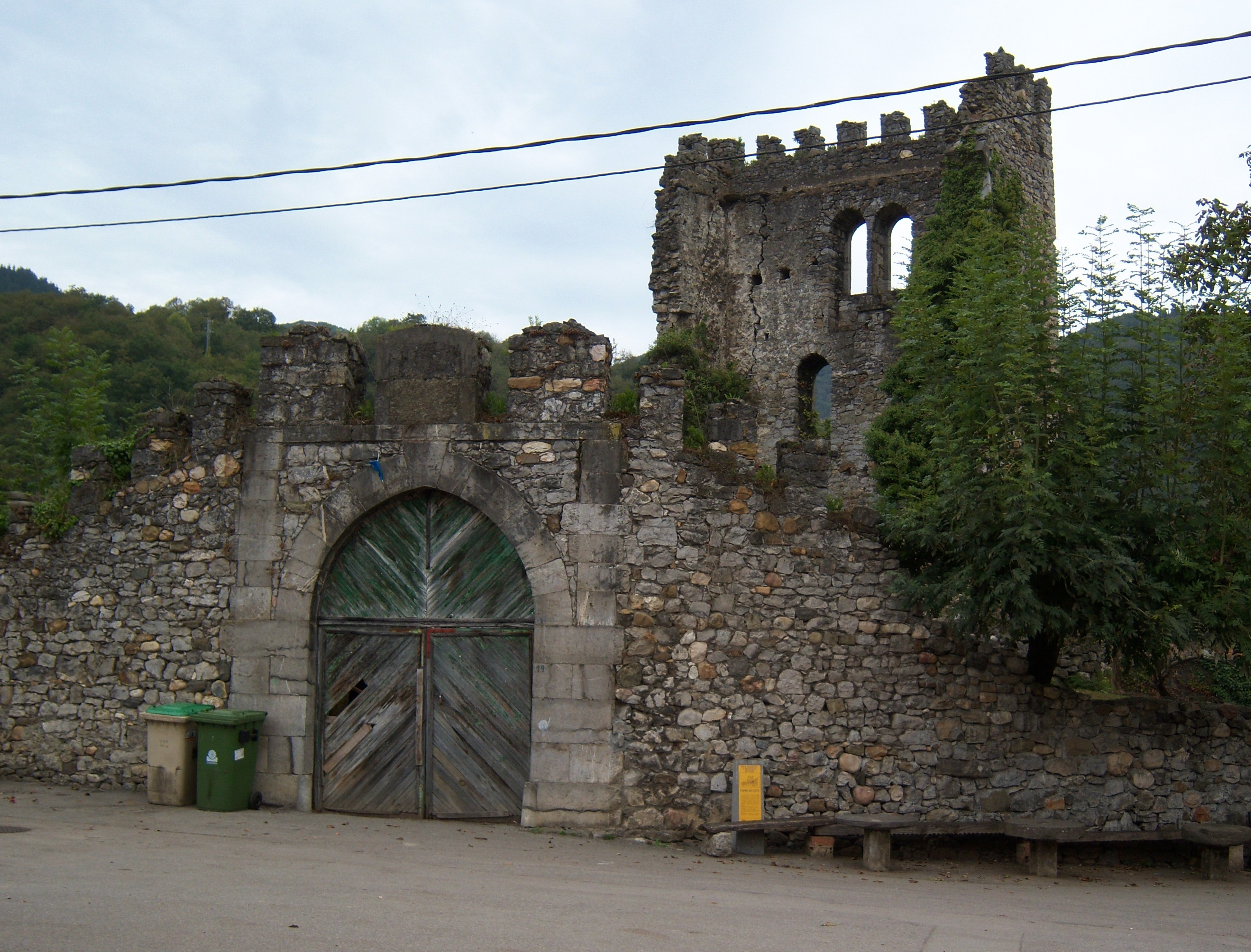
Torre de Soto, Aller

Era hija ilegítima de Alfonso VII de León y de Gontrodo Pérez, nacida de una relación que sus padres mantuvieron en 1132. El rey Alfonso, que ya  se encontraba casado con la reina Berenguela, había ido a Asturias para sofocar la rebelión del conde rebelde Gonzalo Peláez y, estando ahí, se alojó en la casa de los padres de Gontrodo Pérez en el valle de Aller. Según la Chronica Adefonsi imperatoris, los abuelos maternos de la reina Urraca eran miembros de la más alta nobleza asturiana, «ex máximo genere Asturiaorum et Tinianorum», aunque algunos autores consideran que eran simplemente miembros de la nobleza rural. Su madre fue hija del magnate asturiano Pedro Díaz de Valle, descendiente de varios condes, y de su esposa María Ordóñez, esta última descendiente de los infantes Ordoño Ramírez el Ciego y Cristina Bermúdez. Fue separada de su familia materna e instruida por su tía paterna, la infanta Sancha Raimúndez, quien era la domina del Infantado, y ostentaba el título de reina, que le fue concedido por su hermano. Urraca fue la primogénita de los hijos de Alfonso VII ya que su medio hermano Sancho, que llegaría a ser rey de Castilla, e hijo de Alfonso VII con la reina Berenguela de Barcelona, no nacería hasta 1134.

## Matrimonio con García Ramírez de Pamplona
El 24 de junio de 1144 se celebró en la ciudad de León el matrimonio entre Urraca Alfonso y el rey García Ramírez de Pamplona. Según refiere la Chronica Adefonsi imperatoris:

El emperador envió legados a los condes, príncipes y duques del reino para que vinieran con toda su milicia a las nupcias reales. La noticia complació a todos, especialmente a los asturianos y a los hombres de Tineo; y obedeciendo la orden del monarca vinieron a las bodas con espléndida comitiva [...]

El aposento nupcial había sido preparado por la Infanta doña Sancha en los palacios reales, ubicados en San Pelayo. Alrededor de dicho aposento pululaba una multitud ingente de histriones, de mujeres y doncellas, cantando acompañados de aparatos de viento, trompetas, cítaras, laúdes y toda suerte de instrumentos.

El Emperador y el rey García estaban sentados en un trono regio elevado a las puertas del palacio imperial; los obispos y los abades, los condes, los duques y los príncipes, en asientos preparados en torno a los soberanos. Caballeros llegados de diversas partes de España atraídos por la fama de los festejos, haciendo correr a sus caballos aguijoneándolos con las espuelas, golpeaban unos tableros preparados al efecto con lanzas, según la costumbre de la tierra, para exhibir así su pericia y su valor juntamente con el de las cabalgaduras. Otros mataban con venablos toros enfurecidos por el ladrido de los perros. Por último, dejaron en medio del ferial a un cerdo para que los hombres con los ojos vendados se apoderaran de él matándole. Los «cazadores», apresurándose a dar muerte al animal, se golpeaban y herían mutuamente, entre el delirio de los espectadores. Y hubo así gran fiesta en aquella ciudad y bendecían a Dios que conducía todas las cosas por buen camino.

Estas bodas se celebraron en la era centésima octogésima segunda después de la milésima, el mes de junio.

## Reina de Asturias y segundo matrimonio
Después de seis años de matrimonio, falleció en 1150 el rey García Ramírez de Pamplona y la reina viuda regresó entonces a su tierra natal. Su padre le concedió el gobierno de Asturias, con título de reina, título que Alfonso VII había concedido a su hermana, la infanta Sancha Raimúndez, y a sus hijos Sancho y Fernando.
En Oviedo tuvo como residencia el palacio de Alfonso el Casto, que se hallaba junto a la catedral de Oviedo. Su padre le dio propiedades, entre ellas el señorío de Aller. La reina Urraca gobernó Asturias entre los años 1153 y 1165, es decir, conservó el poder aún después de la defunción de su padre, acaecida en 1157.
En este periodo destacó por su generosidad con la iglesia asturiana, a la que hizo numerosas donaciones, destacando las realizadas a la catedral de Oviedo, así como las que hizo al monasterio de San Pelayo. 
Por otra parte, colaboró con su madre en la fundación del monasterio de Santa María de la Vega, situado en las cercanías de Oviedo, actualmente en estado ruinoso, en el que su madre, Gontrodo Pérez, recibió sepultura en un sepulcro de piedra que actualmente se conserva en el Museo Arqueológico de Asturias.
Contrajo un segundo matrimonio, alrededor del año 1163, con Álvaro Rodríguez de Castro, hijo de Rodrigo Fernández de Castro el Calvo  y Elo Álvarez, hija de Álvar Fañez. Su segundo esposo fue señor de Chantada y gobernador de Asturias entre los años 1150 y 1171, de Sarria, y de las Torres de León, además de alférez del rey Fernando II, y posteriormente su mayordomo en 1173 y 1174. Un documento del monasterio de San Vicente de Oviedo de 1163 está datado: Alvaro Roderici cum uxore sua regina Uraca Asturias imperante y también se mencionan en otro diploma del año 1165 del monasterio de San Salvador de Celorio donde consta que en esa fecha la reina viuda continuaba gobernando Asturias: Dominante in Asturias Regina Domina Urraca cum biro suo dominus Alvarus.
Urraca y Álvaro Rodríguez protagonizaron un intento de independencia de Asturias del que se tiene noticia por un documento del monasterio de Santa María de Otero de las Dueñas (León) que menciona «...cuando la reina doña Urraca y don Álvaro Roderici quisieron que el rey Fernando II perdiese Asturias». A principios de 1164, el rey Fernando II, medio hermano de Urraca, agradeció a Gonzalo, obispo de Oviedo por la ayuda prestada para sofocar una sublevación en Asturias.

Resulta perfectamente verosímil que la alta alcurnia y el prestigioso «currículum» de Urraca «la Asturiana» alimentara afanes secesionistas de Asturias, que durante el siglo XII va recuperando su conciencia regional, espoleada en buena parte por la obra literaria y administrativa del obispo D. Pelayo (1101–1130)

## Descendencia

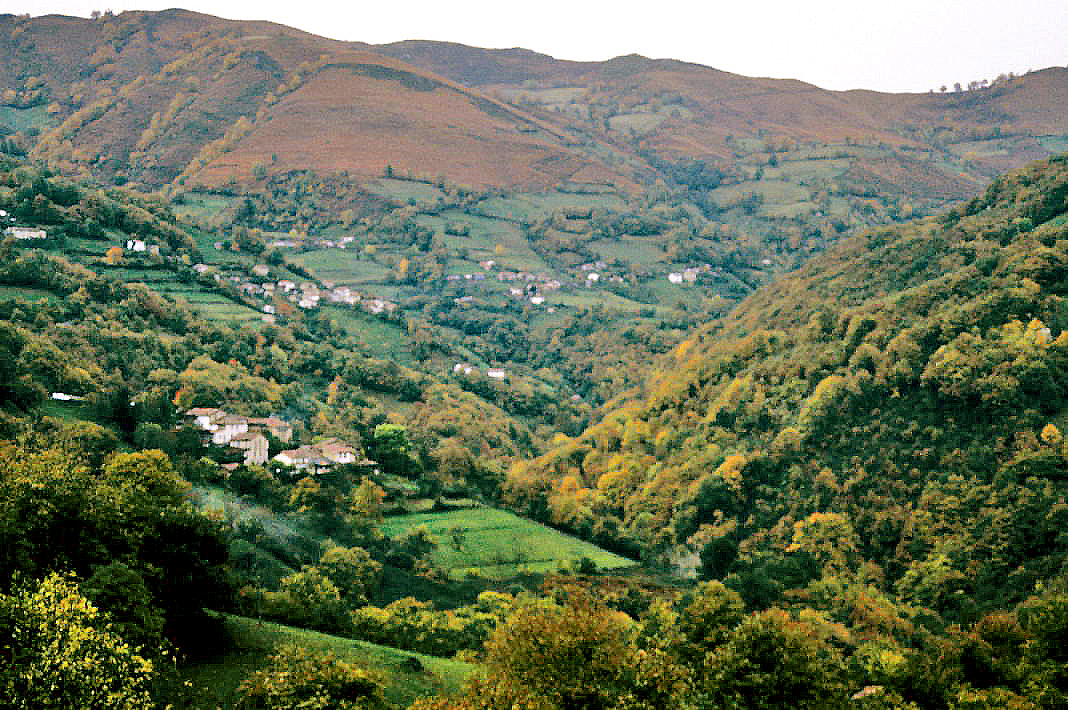
Aller, Asturias

Fruto de su matrimonio con el rey García Ramírez de Pamplona, nació una hija:
- Sancha Garcés (1148-1176), esposa de Gastón V de Bearne, vizconde de Bearne, fallecido en 1170, sin dejar sucesión de dicho matrimonio. Contrajo un segundo matrimonio con el conde Pedro Manrique de Lara, II señor de Molina y Mesa, y vizconde de Narbona.[19][13]

De su segundo matrimonio con Álvaro Rodríguez de Castro nació un hijo:
- Sancho Álvarez de Castro (1164-después de 1196) quien, el 23 de julio de 1196, en el monasterio de San Pelayo, figura como dominante Asturias Sancius Alvari filius regina Urrace.[15][25]

## Muerte y sepultura

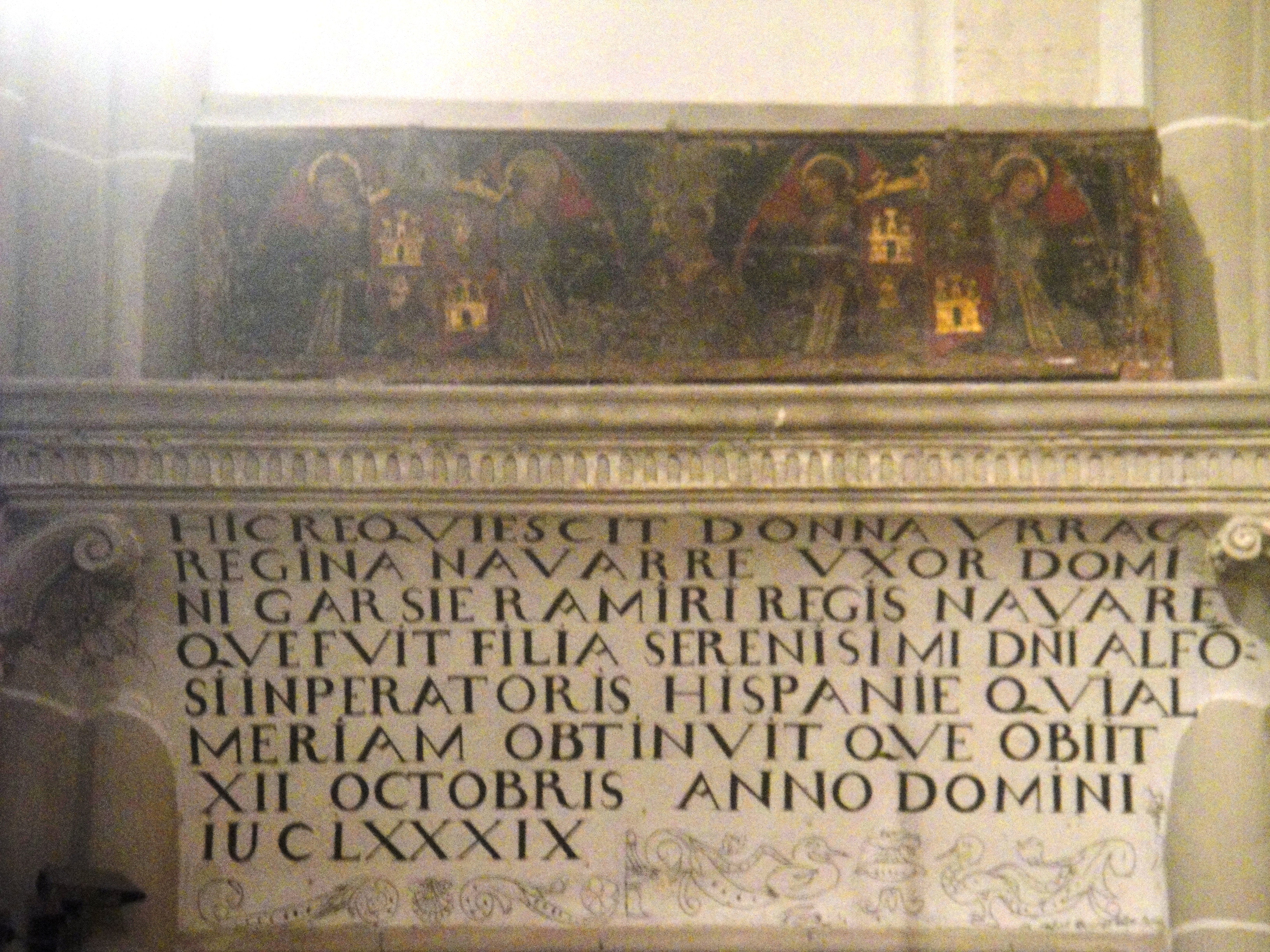
Tumba de la reina Urraca la Asturiana.

Se desconoce la fecha exacta de su defunción. Algunas fuentes sitúan su fallecimiento el 26 de octubre de 1164, lo cual es imposible ya que aparece en el monasterio de San Salvador de Celorio con su segundo esposo en 1165 y después el 25 de febrero de 1178 en el monasterio de Santa María de Sandoval. Otros argumentan que la reina Urraca no murió hasta el año 1189, a pesar de que los Anales Toledanos situaron su defunción en el año 1179.
Recibió sepultura en la Capilla de Santa María Magdalena de la catedral de Palencia, aunque en un documento fechado el 24 de febrero de 1161, había dispuesto que su cadáver recibiera sepultura en la capilla del Rey Casto de la catedral de Oviedo, templo al que había efectuado diversas donaciones, junto a los reyes de Asturias allí sepultados, disponiendo además que en caso de que su cadáver recibiera sepultura en otro lugar, se celebrase en su memoria un aniversario solemne en dicha catedral. También el 25 de febrero de 1178 realizó una donación al monasterio de Santa María de Sandoval donde pidió ser enterrada. Su enterramiento en Palencia pudo ser por el hecho de que miembros de la Casa de Castro, a la que pertenecía su segundo esposo, gobernaban varias plazas, entre ellas, esta ciudad.
Durante unas renovaciones en la capilla, se descubrió en el siglo XVI su cuerpo naturalmente momificado, siendo depositado en un ataúd de madera policromado que fue colocado suspendido en lo alto de una de las paredes de la capilla.
| Predecesor: Margarita de l'Aigle | Reina consorte de Pamplona 1144-1150 | Sucesor: Sancha de Castilla |